# 2012年ロンドンオリンピックのリベリア選手団
2012年ロンドンオリンピックのリベリア選手団（2012ねんロンドンオリンピックのリベリアせんしゅだん）は、2012年7月27日から8月12日までイギリスのロンドンで開催されたロンドンオリンピックリベリア選手団の名簿。

## 選手団
- 人員: 選手 4人
- 開会式旗手: Phobay Kutu-Akoi

## 種目別選手・スタッフ名簿及び成績

### 陸上競技
- Jangy Addy（男子十種競技）23位
- Phobay Kutu-Akoi（女子100m）11秒52 予選敗退
- Raasin McIntosh（女子400m障害）57秒39 予選敗退

### 柔道
- Liva Saryee（男子81kg級）第2回戦敗退